# Епаєво
Епа́єво (рос. Эпаево, марій. Эпай) — присілок у складі Гірськомарійського району Марій Ел, Росія. Входить до складу Ємешевського сільського поселення.

## Населення
Населення — 12 осіб (2010; 20 у 2002).
Національний склад (станом на 2002 рік):
- гірські марійці — 100 %